# هانری ویلا
هانری رنه پیر ویلا (به فرانسوی: Henri René Pierre Villat) (زاده ۲۴ دسامبر ۱۸۷۹-درگذشته ۱۰ مارس ۱۹۷۲ در پاریس) ریاضیدان اهل فرانسه بود.
وی از سال ۱۸۹۹ در اکول نرمال سوپریور آغاز به تحصیل کرد و در آنجا بیشتر بر مکانیک نظری متمرکز شد و در سال ۱۹۱۱ زیر سرپرستی امیل پیکار با رساله ای با نام «درباره مقاومت شاره ها» دانش آموخته دوره دکتری شد. زمینه پژوهشی ویلا بیشتر ریاضیات کاربردی بود و در سال ۱۹۲۷ به درجه استادی مکانیک شاره ها رسید. وی در سال ۱۹۲۰ جزو برگزارکنندگان کنگره جهانی ریاضیدانان در استراسبورگ بود. ویلا از سال ۱۹۳۲ عضو فرهنگستان علوم فرانسه بود و در سال ۱۹۴۸ ریاست آنرا به عهده داشت.